# Saillans (Saillans)
Saillans ist eine ehemalige französische Gemeinde mit 1421 Einwohnern (Stand 1. Januar 2022) im Département Drôme in der Region Auvergne-Rhône-Alpes. Sie gehörte zum Arrondissement Die. Die Bewohner werden Saillansons und Saillansonnes genannt.
Der Erlass des Präfekten vom 10. Dezember 2024 legte mit Wirkung zum 1. Januar 2025 die Eingliederung von Saillans ohne Status einer Commune déléguée zusammen mit der früheren Gemeinde Véronne zur neuen, gleichnamigen Commune nouvelle Saillans fest.

## Geografie

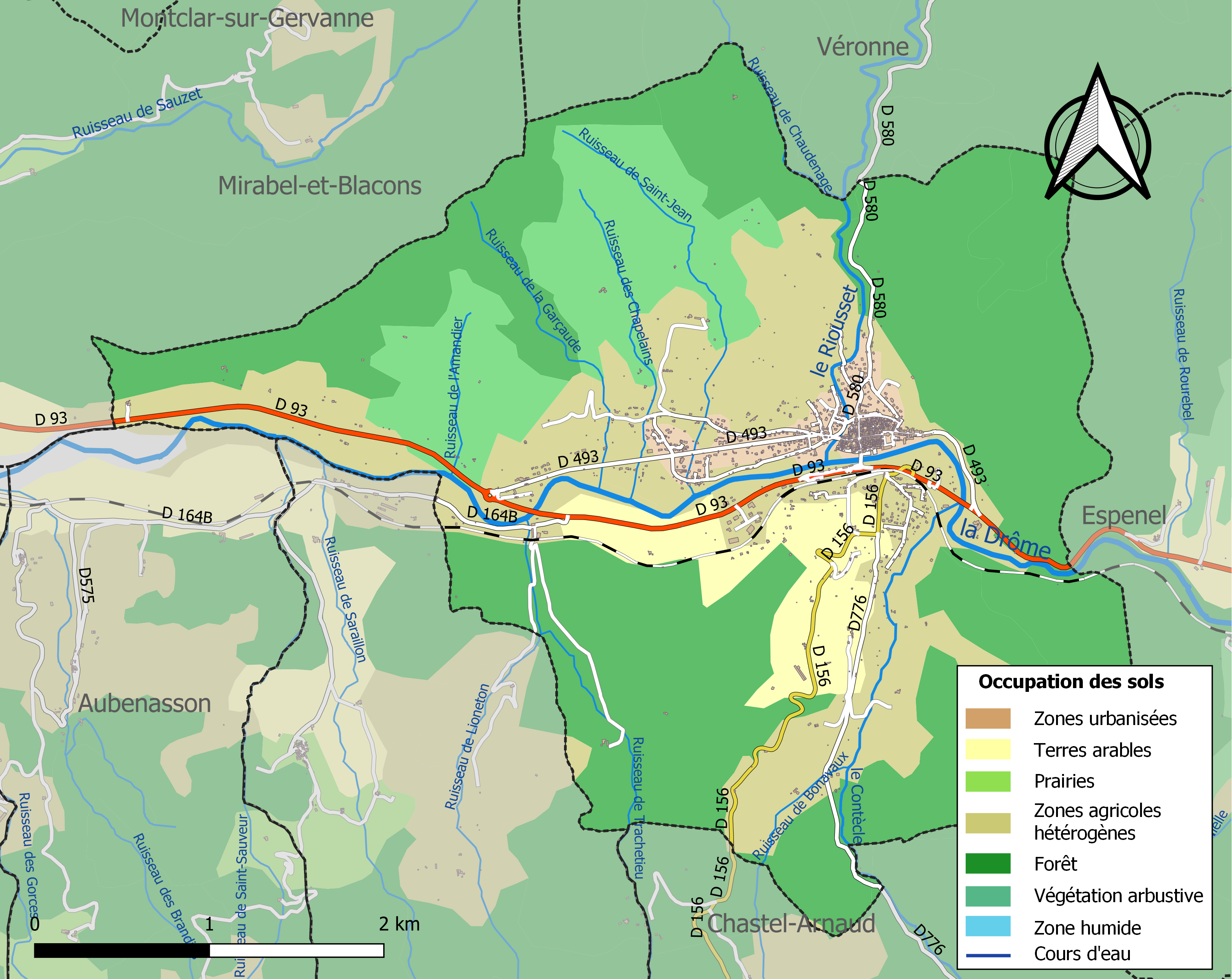
Bodennutzung, Hydrografie und Infrastruktur vom Ort Saillans (2018)

Saillans liegt etwa 36 Kilometer südöstlich von Valence, etwa 15 Kilometer westsüdwestlich von Die und etwa 38 Kilometer nordnordöstlich von Nyons in der Région naturelle des Diois im Südwesten der historischen Landschaft der Dauphiné.
Der Ort befindet sich im Einzugsgebiet der Rhone. Sein Gebiet wird entwässert von der Drôme, die es von Ost nach West in einem breiten Tal durchströmt, und von verschiedenen Nebenflüssen, wie:
- das Flüsschen Riousset mit seinem Nebenfluss,
  - dem Ruisseau de Chaudenage,
- der Ruisseau de la Garçaude,
- der Ruisseau de l’Amandier,
- der Ruisseau de l’Echarene,
- der Ruisseau de Saint-Jean,
- der Ruisseau des Chapealains,
- der Ruisseau le Contècle mit seinem Nebenfluss,
  - dem Ruisseau de Bonnavaux,
- der Ruisseau de Trachetieu und
- der Ravin de Montalivet.

Das Bodenrelief zeigt die gebirgige Landschaft der provenzalischen Voralpen, die von der Drôme und ihren Nebenflüssen eingeschnitten wird. Das Zentrum liegt auf etwa 270 m Höhe am rechten Ufer der Drôme. Die höchste Erhebung wird am Höhenzug der Rochers de Cresta mit 918 m gemessen, der das Ortsgebiet im Südosten begrenzt. Die niedrigste Stelle befindet sich mit 232 m im äußersten Westen beim Austritt der Drôme aus dem Ortsgebiet.
Teile des Gebiets von Saillans gehören zu den vier ZNIEFF-Naturzonen „Ensemble fonctionnel formé par la rivière Drôme et ses principaux affluents“ (820000418), „Lit de la Drôme à Blacons“ (820030106), „Détroit de Saillans“ (820030127) und „Combe du ruisseau d’Aiguebelle au Grand Barry“ (820030132).
52 % der Fläche vom Ort Saillans sind bewaldet, rund 33 % werden landwirtschaftlich, hauptsächlich heterogen genutzt, rund 13 % entfallen auf Gebiete mit Strauch- und/oder Kräutervegetation, 3 % auf bebaute Flächen.
Umgeben wird Saillans von den fünf Nachbargemeinden und dem Ortsteil der Commune nouvelle:
|                    | Véronne (Ortsteil)                          |         |
| Mirabel-et-Blacons | Kompassrose, die auf Nachbargemeinden zeigt | Espenel |
| Aubenasson         | Chastel-Arnaud Saint-Sauveur-en-Diois       |         |

## Geschichte
Der Ortsname wurde in den Schriften in den folgenden Formen erwähnt:
- 333: Darentiaca (Itinerarium Burdigalense)
- 1201: villa de Saillenz
- 1240: Saillentz
- 1303: le prieuré de Sainct Girauld de Sailhans
- 14. Jahrhundert: Pfarrgemeinde Capella de Saliente
- 14. Jahrhundert: Prioratus Salientis
- 1442: castrum et villa de Salliente und Salhiente
- 1449: Prioratus de Saliento
- 1450: Castellania Sallientis
- 1509: villa Salhientis
- 1509: Prioratus Sancti Geraldi Salhientis
- 1519: Pfarrgemeinde Cura Salhientis
- 1574: Salhantz
- 1576: Salhens
- 1614: Kirche Saint-Géraud Saint Giraud de Salhens
- 1629: Sailhans
- 1645: locus Saliencii
- 1674: Kirche Saint-Géraud Saint Gerard de Saillans
- 1891: Saillans.[4]

## Wappen
Beschreibung: „Gespalten in Gold und Grün durch Spickelschnitt.“

## Bevölkerungsentwicklung
| Jahr                       | 1962 | 1968 | 1975 | 1982 | 1990 | 1999 | 2006 | 2013 | 2020 |
| -------------------------- | ---- | ---- | ---- | ---- | ---- | ---- | ---- | ---- | ---- |
| Einwohner                  | 973  | 1022 | 878  | 917  | 872  | 905  | 957  | 1221 | 1388 |
| Quellen: Cassini und INSEE |      |      |      |      |      |      |      |      |      |

## Sehenswürdigkeiten
- Gallorömischer Meilenstein, seit 1905 als Monument historique klassifiziert
- Römische Inschrift vom Mausoleum des Aulus Pompeius
- Romanische Kirche Saint-Géraud aus dem 12. Jahrhundert, seit 1919 als Monument historique klassifiziert
- Kapelle Notre-Dame-de-l’Aumône aus dem 19. Jahrhundert
- Kapelle Saint-Moirans

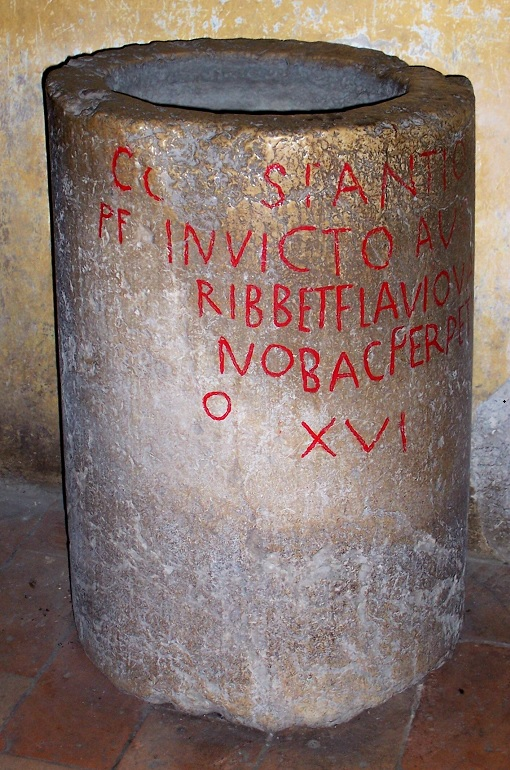
gallorömischer Meilenstein
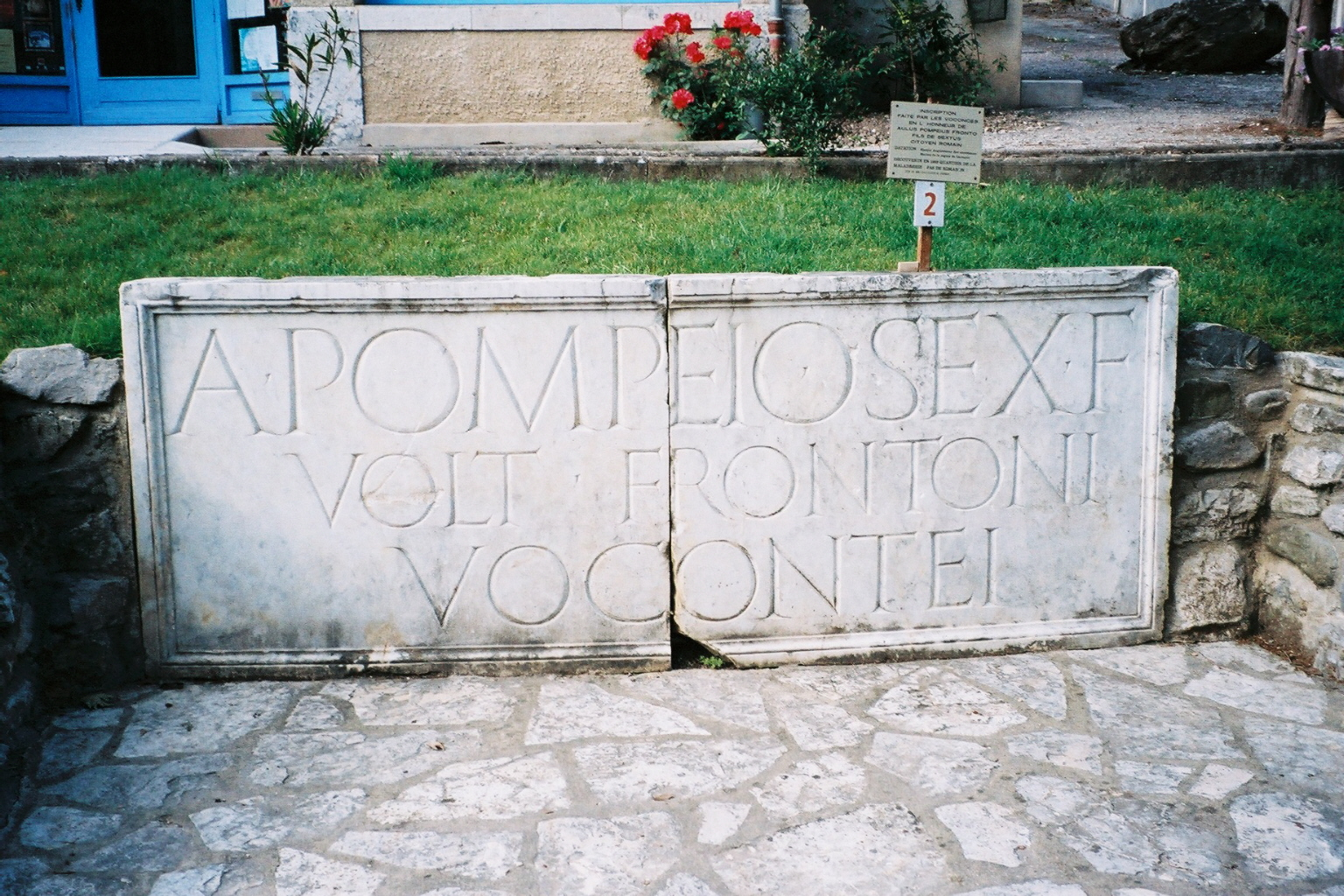
Römische Inschrift
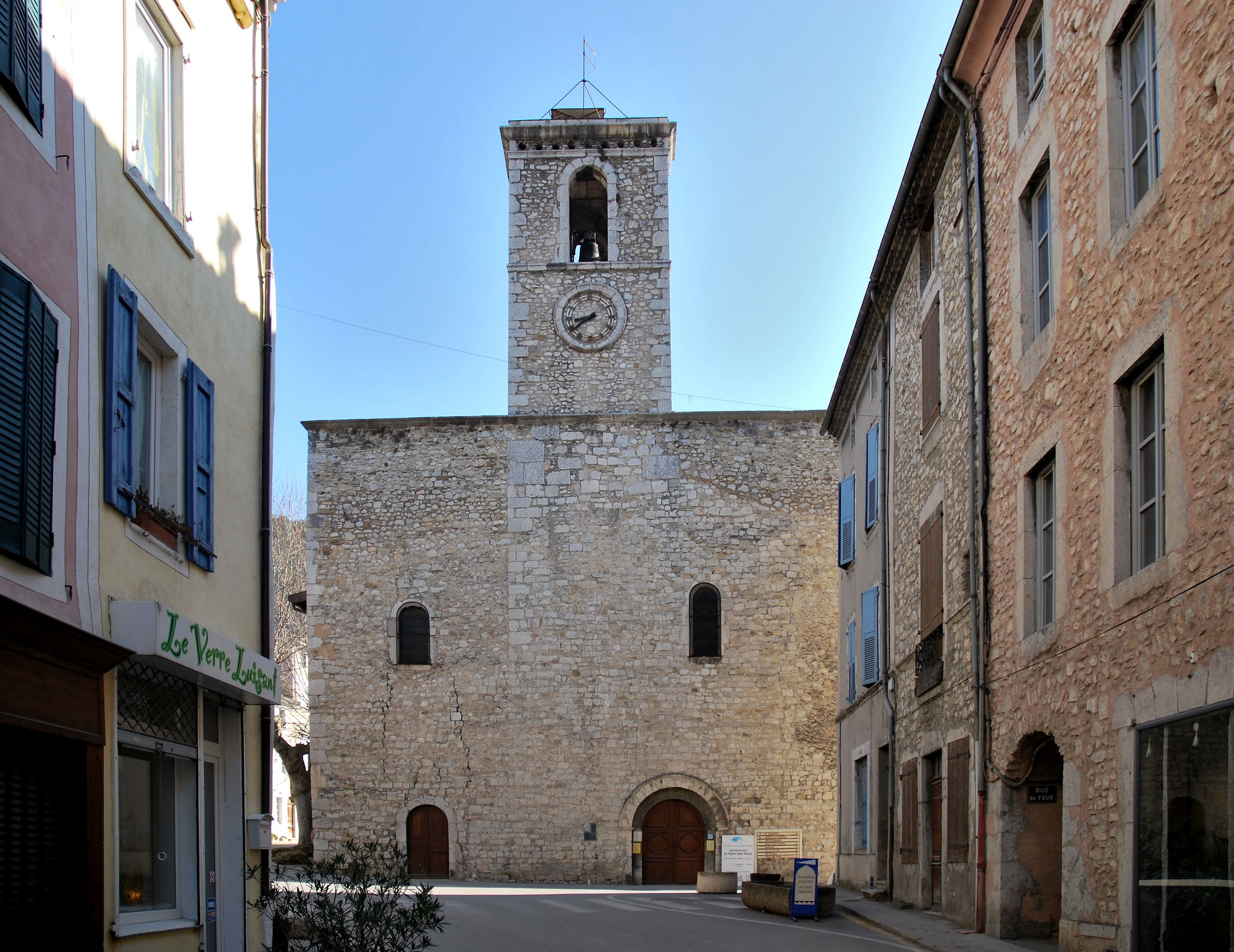
Kirche Saint-Géraud
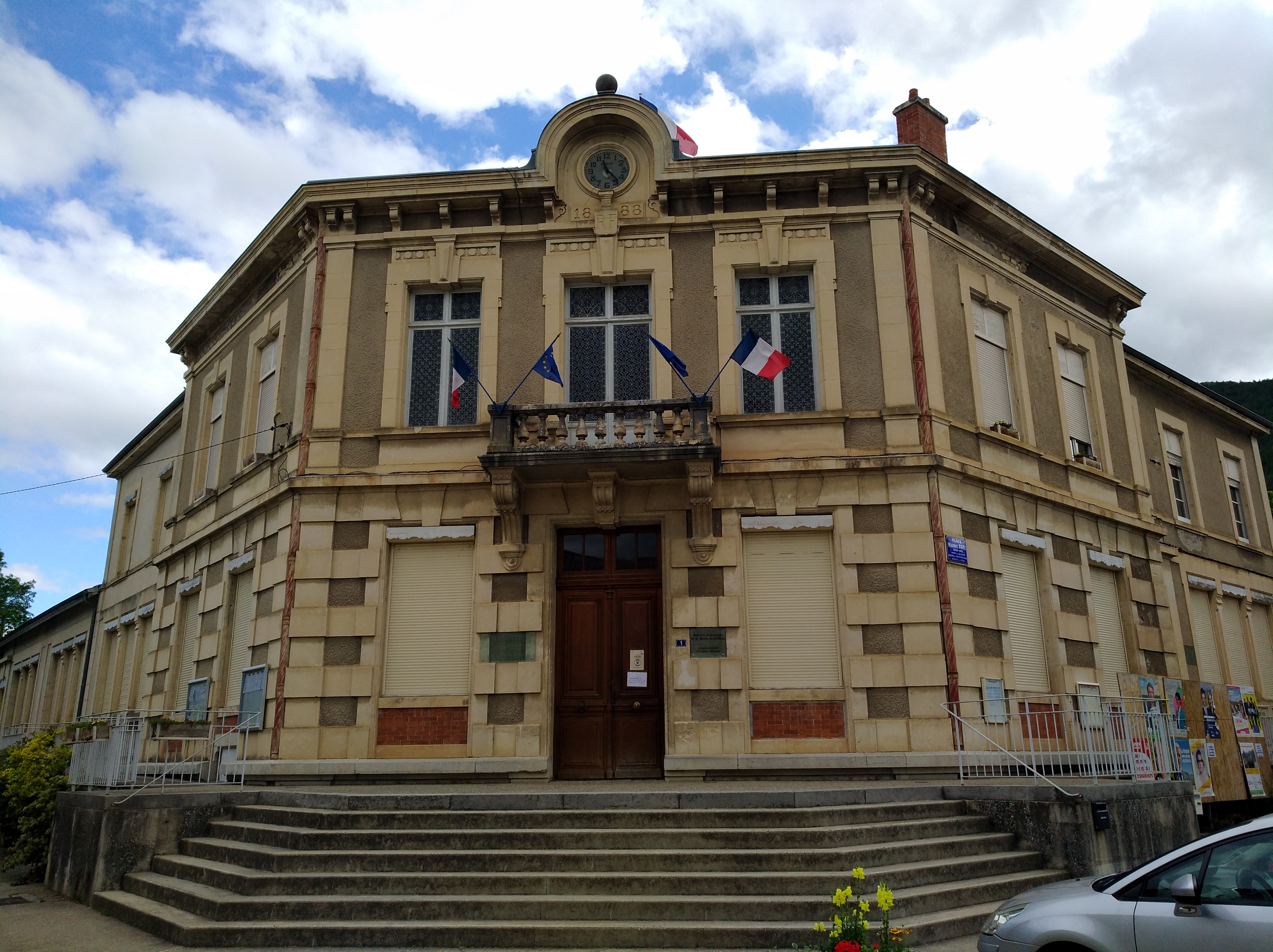
Ehemaliges Bürgermeisteramt (Mairie)